# The Cost of Living
The Cost of Living fue un EP de la banda The Clash lanzado al mercado en 1979.
En The Cost of Living fue emitido por primera vez el cover de la canción "I Fought the Law" de Sonny Curtis que con el tiempo se convertiría en uno de los clásicos del grupo. En el EP también fue incluida una versión alternativa y más larga de "Capital Radio" a la que denominaron "Capital Radio Two" puesto que el EP original Capital Radio estaba siendo vendido a precios muy altos por la escasez de oferta.

## Listado de temas
Todos compuestos por Mick Jones y Joe Strummer a menos que se indique.
1. "I Fought the Law" (Sonny Curtis) – 2:41
2. "Groovy Times" – 3:31
3. "Gates of the West" – 3:27
4. "Capital Radio Two" – 3:20

## Personal
- Joe Strummer - voz y guitarra
- Mick Jones - guitarra y voz
- Paul Simonon - bajo
- Topper Headon - batería

- Datos: Q2263369